# Метод міченої промивної рідини
Метод міченої промивної рідини (рос. метод меченой промывной жидкости; англ. method of traced flushing fluid; нім. Methode f der markierten Spülflüssigkeit) — метод дослідження привибійної зони газонафтового пласта з додаванням індикаторів у промивну рідину, з допомогою якого вирішуються ті ж завдання, що і методом протискування, а крім того, вивчається формування зони проникання і оцінюються якість випробовування пластів, ступінь їх дренування при випробовуванні, об'єм фільтрату промивної рідини.